# Крокол
Крокол — деревня в Осьминском сельском поселении Лужского района Ленинградской области.

## История
Деревня Крокол упоминается на карте Санкт-Петербургской губернии 1792 года, А. М. Вильбрехта.
Как деревня Крокалы она обозначена на карте Санкт-Петербургской губернии Ф. Ф. Шуберта 1834 года.

КРОКОЛ — деревня принадлежит её величеству, число жителей по ревизии: 43 м. п., 54 ж. п. (1838 год)

Как деревня Крокалы она отмечена на карте профессора С. С. Куторги 1852 года.

КРОКОЛ — деревня Гдовского её величества имения, по просёлочной дороге, число дворов — 14, число душ — 51 м. п. (1856 год)

КРОКОЛ — деревня удельная при реке Сабе, число дворов — 15, число жителей: 65 м. п., 73 ж. п.; Часовня православная. (1862 год)

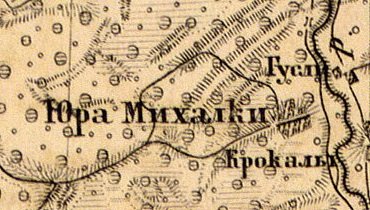
Деревня Крокол на карте 1863 года

Согласно карте из «Исторического атласа Санкт-Петербургской Губернии» 1863 года деревня называлась Крокалы.
Сборник Центрального статистического комитета описывал её так:

КРОКОЛ — деревня бывшая владельческая при реке Сабе, дворов — 16, жителей — 115; часовня, 2 лавки, водяная мельница. (1885 год)

В XIX — начале XX века деревня административно относилась к Осьминской волости 2-го земского участка 1-го стана Гдовского уезда Санкт-Петербургской губернии.
По данным «Памятной книжки Санкт-Петербургской губернии» за 1905 год деревня Крокол образовывала Крокольское сельское общество.
С 1917 по 1919 год деревня Крокол входила в состав Осьминской волости Гдовского уезда.
С 1920 года, в составе Переволокского сельсовета Осьминской волости Кингисеппского уезда.
С 1923 года, в составе Николаевского сельсовета.
С 1927 года, в составе Осьминского района.
В 1928 году население деревни Крокол составляло 156 человек.
По данным 1933 года деревня Крокол входила в состав Николаевского сельсовета Осьминского района.
C 1 августа 1941 года по 31 января 1944 года деревня находилась в оккупации.
С 1961 года, в составе Сланцевского района.
С 1963 года, в составе Лужского района.
В 1965 году население деревни Крокол составляло 27 человек.
По данным 1966 года деревня Крокол также входила в состав Николаевского сельсовета Лужского района.
По данным 1973 и 1990 годов деревня Крокол входила в состав Рельского сельсовета.
По данным 1997 года в деревне Крокол Рельской волости проживали 20 человек, в 2002 году — 19 человек (русские — 84 %).
В 2007 году в деревне Крокол Осьминского СП проживали 13 человек.

## География
Деревня расположена в северо-западной части района на автодороге 41К-673 (Рель — Николаевское).
Расстояние до административного центра поселения — 24 км.
Расстояние до ближайшей железнодорожной станции Молосковицы — 82 км.
Деревня находится на правом берегу реки Саба.

## Демография
| 1838 | 1862 | 1885 | 1928 | 1965 | 1997 | 2007 |
| ---- | ---- | ---- | ---- | ---- | ---- | ---- |
| 97   | ↗138 | ↘115 | ↗156 | ↘27  | ↘20  | ↘13  |
| 2010 | 2017 |      |      |      |      |      |
| ↗14  | ↘9   |      |      |      |      |      |

## Улицы
Горная.